# 高田浩運
高田 浩運（たかた こううん、1914年2月4日 - 1977年7月17日）は、日本の政治家、厚生官僚。位階は従三位。勲等は勲二等。参議院議員（2期）。

## 経歴
1914年（大正3年）熊本県玉名市生まれ。熊本県立玉名中学校、第五高等学校を経て、1936年（昭和11年）、東京帝国大学卒業後、内務省に入省する。1937年（昭和12年）に香川県警警務課長。
1941年（昭和16年）に厚生省に配転され、1945年（昭和20年）より同省庶務課長、1955年（昭和30年）より医務局次長、1956年（昭和31年）より児童局長、1960年（昭和35年） より官房長、1962年（昭和37年）4月より保険局長を経て、同年7月社会保険庁長官に就任。1963年（昭和38年） に厚生事務次官となる。
1965年（昭和40年）2月、事務次官を退き厚生省を退官。同年7月の第7回参議院議員通常選挙に熊本地方区（改選数2）から 自由民主党公認で立候補するも、3位で次点となる。その後、1968年（昭和43年）第8回参議院議員通常選挙に再び熊本地方区から立候補しトップ当選。1974年（昭和49年）の第10回参議院議員通常選挙でも再選する。
しかし、2期目途中の1976年暮れに病に倒れて療養していたが、議員在職中の1977年（昭和52年）7月17日、転移性肝腫瘍のため東京国立医療センターで死去した。63歳没。同月22日、特旨を以て位四級を追陞され、死没日付をもって従五位勲五等から従三位勲二等に叙され、旭日重光章を追贈された。哀悼演説は同月30日、参議院本会議で上田哲により行われた。
高田の死去に伴う欠員補充の補欠選挙は同年9月4日に執行され、自民党公認の田代由紀男が当選し、議席を継承している。

## 元秘書
- 島津勇典（玉名市長）